# Rio di Noale
Il Rio di Noale è una delle principali vie di comunicazione tra il Canal Grande e la Laguna nord. Collega il Canal Grande a Rio di Santa Fosca, Rio Trapolin e Rio della Misericordia.
È uno dei canali più larghi e per questo motivo, oltre che per la sua collocazione, è attraversato da molto traffico di grandi imbarcazioni e dai mezzi di trasporto privato e pubblico come le ambulanze o i taxi.